# Matt Pelissier
Matt Pelissier, född 3 februari 1979 i Summit i New Jersey, är en amerikansk musiker (trummis). Pelissier bildade tillsammans med Gerard Way bandet My Chemical Romance. Han var trummis i bandet mellan 2001 och 2004 men lämnade sedan gruppen och ersattes av trummisen Bob Bryarsom även han senare lämnade bandet. Pelissier grundade senare ett annat band med namnet Revenir. Gruppen släppte sitt debutalbum Exiled From Bear Country år 2013.